# Olaf B. Bjørnstad
Olaf Bjørn Bjørnstad, norveški smučarski skakalec, * 10. januar 1931, Norveška, † 12. maj 2013.
Bjørnstad je največji uspeh kariere dosegel z osvojitvijo Novoletne turneje v sezoni 1953/54, ko je zmagal na tekmah v Oberstdorfu, Garmisch-Partenkirchnu in Innsbrucku, na tekmi v Bischofshofnu pa je bil tretji.